# 小行星281569
小行星281569（281569 Taea），臨時編號2008 UV94，是一顆位於小行星帶的小行星。由鹿林天文台於2008年10月23日發現。
該小行星以台灣台南市的南瀛天文館（TAEA）命名，在2007年以天文推廣教育為目的而設立。。